# Michel Djotodia
Michel Djotodia, né en 1949 dans la Vakaga (Oubangui-Chari, AEF), est un homme d'État centrafricain, chef du mouvement politico-militaire de l'Union des forces démocratiques pour le rassemblement (UFDR), membre de la rébellion de la Seleka, qui s'est auto-proclamé chef de l'État le 24 mars 2013 après le renversement et la fuite du président François Bozizé. Il démissionne de ses fonctions le 10 janvier 2014,,.

## Biographie

### Origines et jeunesse
Djotodia est né dans une famille musulmane d'ethnie goula dans la région de la Vakaga,, où on l'appelait Déya, du nom de son père. Très jeune, il quitte son village de Gordil pour aller vivre à Birao, le chef-lieu de la Vakaga, où son père touchait ses indemnités d'ancien combattant de l'armée française.
Il est scolarisé à l'école primaire de Birao, puis au collège de Bambari  où un enseignant chrétien lui attribue le prénom de « Michel », sans doute pour lui permettre d'obtenir plus facilement une bourse d'études à l'étranger. En effet, après la terminale, il s'envole pour l'Union soviétique, où il va vivre quelque quatorze années,.

### Carrière
À son retour, Djotodia partage sa vie entre la Vakaga, où il a fondé une famille et créé un commerce, et Bangui, la capitale du pays, où il occupe divers postes dans l'administration, aux Finances et au Plan.
En 1998, il se lance dans la politique en se présentant à la députation à Birao sous l'étiquette du Mouvement pour la démocratie et le développement (MDD) de l'ancien président David Dacko, mais il échoue contre le candidat du président Patassé.
Fonctionnaire polyglotte (il parle anglais, arabe, français et russe), il sollicite le poste de représentant consulaire dans la ville soudanaise de Nyala, qui lui échappe d'abord de peu, mais qu'il finit par obtenir, en 2005 à la faveur d'un changement de gouvernement. En effet, après l'arrivée au pouvoir de François Bozizé en 2003, Djotodia s'est rapproché du nouveau régime par l'entremise de Lévy Yakité et de Jean-Francis Bozizé, le fils du chef de l'État.
Avant les élections présidentielles de 2005, Michel Djotodia entre dans la Coordination des cadres pour le soutien à Bozizé, puis est nommé à Nyala quelques semaines plus tard. Cependant il est accusé de conspirer contre le régime, qui réclame son retour à Bangui.

### Rébellion
Le gouvernement soudanais l'expulse vers Cotonou, au Bénin, où il crée en septembre 2006 au Rwanda l'Union des forces démocratiques pour le rassemblement (UFDR) qui déclenche la Première Guerre civile centrafricaine.
Le 20 novembre 2006, il est arrêté en compagnie de son porte-parole Abakar Sabone par les forces béninoises, à la demande du gouvernement Bozizé,. Après dix-huit mois passés à la prison civile de Cotonou, les deux hommes sont relâchés en juin 2008, après avoir accepté de participer à des accords de paix avec le gouvernement centrafricain. Abakar Sabone ayant rallié le régime en rentrant à Bangui, Djotodia reste à Cotonou quatre années supplémentaires, période pendant laquelle il fonde une nouvelle famille.
En décembre 2012, Djotodia rentre en Centrafrique et rejoint le maquis pour fonder la Seleka. Il devient alors un personnage-clé dans la coalition rebelle — opposée au régime de Bozizé pour non-respect des accords de paix —, qui s'empare rapidement d'une grande partie du pays. Aux accords de paix de Libreville, en janvier 2013, le Président François Bozizé accepte de nommer un Premier ministre de l'opposition et d'incorporer les rebelles dans le gouvernement. Les négociations se poursuivant, un gouvernement d'union nationale dirigé par le Premier ministre Nicolas Tiangaye est formé le 3 février 2013. Il est composé d'alliés de Bozizé, de l'opposition et de rebelles. Djotodia a reçu le 2 février 2013 le poste-clé de vice-premier ministre et ministre de la Défense nationale[réf. nécessaire].
Les accords de paix échouent dès mars 2013 : la Seleka reprend des villes de taille importante et accuse à nouveau Bozizé de n'avoir pas tenu ses promesses. Les rebelles envahissent Bangui où se rendent les cinq ministres qu'ils ont gardés, dont Djotodia. Ils s'emparent du palais présidentiel déserté : le président s'est enfui au Cameroun,, alors que certains de ses alliés ont traversé le fleuve pour se rendre en République démocratique du Congo. Djotodia affirme que ce sont les soldats rebelles qui ont pris la décision de déposer Bozizé mais que ce n'était pas sa volonté personnelle.

### Présidence

#### Coup d'État
Le 25 mars 2013, il prend le pouvoir et s'autoproclame chef de l'État à la suite de la prise de la capitale Bangui par les rebelles au cours de laquelle a été renversé le général François Bozizé. 500 soldats français sont déployés à Bangui pour soutenir le nouveau régime. À travers un discours à Bangui, il annonce conserver le Premier ministre Nicolas Tiangaye issu des accords de Libreville et organiser des élections d'ici trois ans maximum,. Dès sa prise du pouvoir en mars, il dissout la Seleka.
Il n'est cependant pas reconnu par ses homologues africains, qui demandent la mise en place d'une transition.

#### Transition
Le 13 avril 2013, dans le cadre de la transition, un Conseil national de transition, parlement temporaire, le confirme à son poste,.
En juillet 2013, il fait appel pour assurer sa protection à des mercenaires français de l'entreprise Roussel G-Sécurité, ce qui aurait déplu au gouvernement français,.
Le 18 août 2013, il est officiellement investi chef de l'État de la Transition le 18 août 2013 pour une période de 18 mois,. À cette occasion, il affirme qu'il ne serait pas candidat à la prochaine élection présidentielle. Il est le premier président musulman dans un pays dont la plus grande partie de la population est chrétienne.
En octobre 2013, les ex-rebelles, pourtant dissous par Djotodia en mars de la même année, se livrent contre la population à de nombreuses exactions, contre lesquelles Djotodia est incapable de réagir.
Une des premières mesures de sa présidence est de reconsidérer les contrats pétroliers au profit du Tchad.
En décembre 2013, il rencontre François Hollande dans un hangar de l'aéroport de Bangui,.
Il démissionne de ses fonctions, ainsi que le Premier ministre Nicolas Tiangaye, le 10 janvier 2014, sous la pression des autres chefs d'État de la Communauté économique des États de l'Afrique centrale réunis à N'Djaména,,.

### Exil
Il a décidé de s'exiler de nouveau à Cotonou au Bénin, où il possède une résidence,, et où il a rencontré sa femme Chantal Tohouégnon.